# Het zoontje van den Admiraal

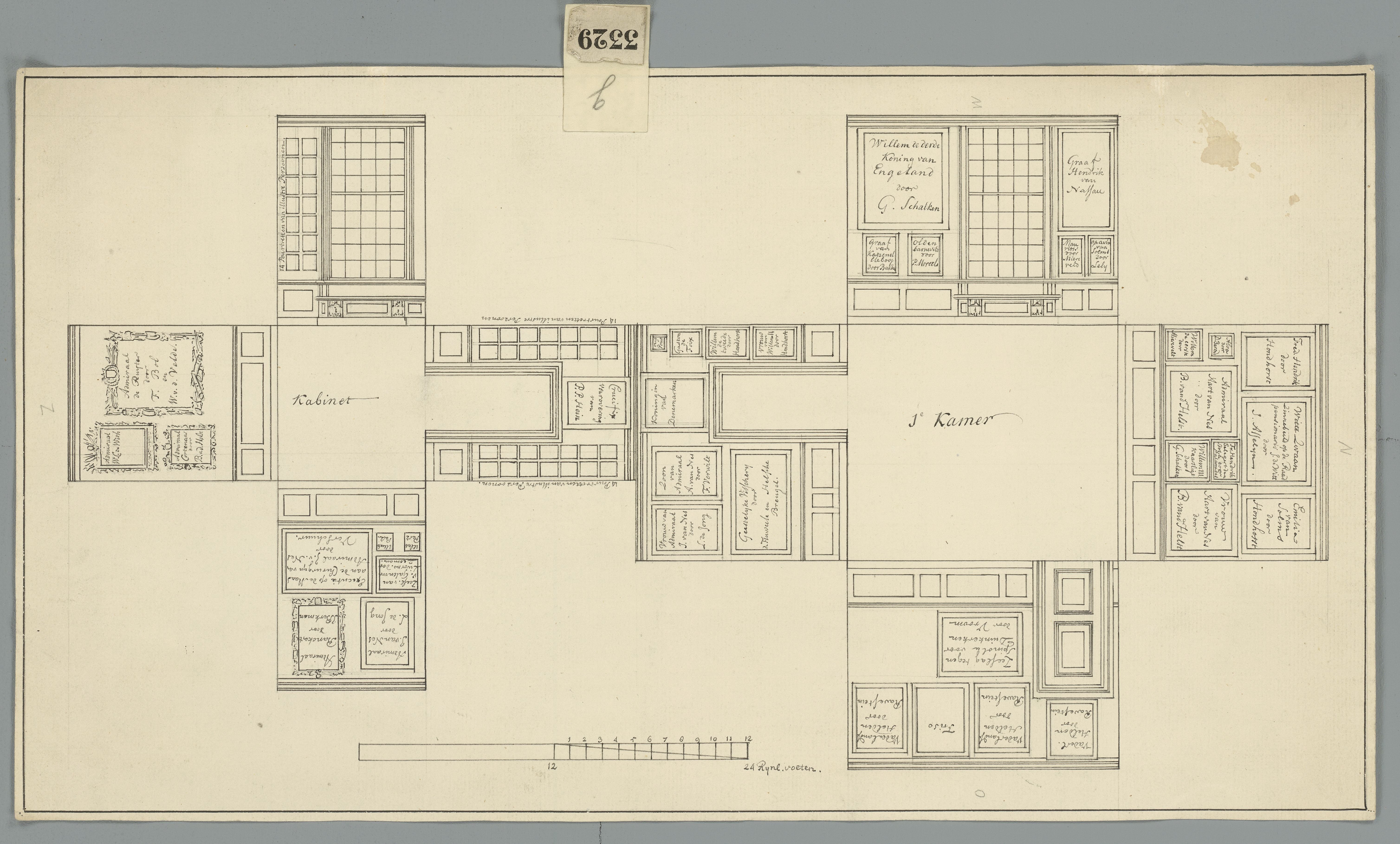
Kamerindeling van de Nationale Konst-Gallery (1801). Rechts kamer 1, met het schilderij van de "zoon van Admiraal A. van Nes door F. Verwilt".

Het zoontje van den Admiraal, is een 17e-eeuws Nederlands schilderij, geschilderd door François Verwilt, in de collectie van het Rijksmuseum Amsterdam. 

## Achtergrond
Het schilderij werd in 1669 geschilderd door de Rotterdamse portretschilder François Verwilt en bleef lange tijd in handen van de familie Van Nes. Het werd in 1800 gekocht door C.S. Roos voor de Nationale Konst-Gallery in Huis ten Bosch, voorloper van het Rijksmuseum. Verkoper was Frans Munnikhuizen (1742-1820), oud-Luthers predikant in Rotterdam. Munnikhuizen had het op zijn beurt gekocht uit de nalatenschap van de familie Van Nes, samen met de portretten van Jan van Nes en Aletta van Ravensberg (door Ludolf de Jongh) en de portretten van Aert van Nes en Geertruida den Dubbelde (door Bartholomeus van der Helst). Munnikhuizen noemde het portret Den Zoon van Aart van Nes in een kwitantie aan Alexander Gogel, agent van financiën.
Roos stelde in 1801 een lijst op van de museumcollectie op, waarop het portret van de jongen wordt vermeld als De zoon van Aart van Nes met den hoed in de hand. Latere inventarissen vermelden het als Portret van de zoon van admiraal A. van Nes (inventaris Waldorp, 1801) en Het zoontje van den Luitenant-Admiraal Aart van Nes (catalogus Koninlijk Museum, 1809). Honderd jaar later duikt de benaming  Het zoontje van den Admiraal op in de Beknopte gids door 's Rijks Museum (1902), die wordt overgenomen bij onder anderen Moes en Van Biema (1909) en Wiersum (1934). Nog eens honderd jaar verder is het in de catalogus van het Rijksmuseum opgenomen als Portret van een jongen, genaamd 'Het zoontje van admiraal van Nes', RKD-Nederlands Instituut voor Kunstgeschiedenis noemt het simpelweg Portret van een jongen.
Uit onderzoek blijkt dat de jongen Jan van Nes jr. (ca. 1661-1681) moet zijn, zoon van schout-bij-nacht (later viceadmiraal) Jan Jansse van Nes. Luitenant-admiraal Aert Jansse van Nes trouwde pas in 1684 en kan daardoor niet de vader zijn van de in 1669 geschilderde jongen. Qua formaat en voorstelling -met balustrade en doorkijk naar de tuin- sluit het portret van Jan jr. aan bij de pendanten van zijn ouders. Tot de nalatenschap van het echtpaar Van Nes-van Ravensberg behoorden meerdere schilderijen en tekeningen, waaronder drie groote contrefaitsels die in de familie vererfden. Hiermee werden vermoedelijk de portretten van Jan, zijn vrouw Aletta en zoon Jan jr. bedoeld.
In 1955-1956 is het schilderij getoond tijdens de expositie Kind en kinderleven in Nederland 1500 - 1900 in Museum Willet-Holthuysen.

## Beschrijving
Het portret toont een jongen ten voeten uit, die een lichte buiging maakt. Hij is gekleed in een rokjas met halflange mouwen en draagt een platte, kanten kraag met akertjes. In zijn rechterhand houdt hij een donkere hoed met witte pluimen, in zijn linkerhand een wandelstok en een paar handschoenen. De jongen staat op een vloer van zwarte en witte tegels. Een doorkijkje geeft zicht op een balustradetrap naar een achtergelegen tuin.
Het portret is linksonder gesigneerd en gedateerd: f.verwilt 1669.

## Provenance
De vijf portretten van de familie Van Nes in het Rijksmuseum, die Jan van Nes en Aletta van Ravensberg, van Aert van Nes en Geertruida den Dubbelde en het schilderij Het zoontje van den Admiraal van François Verwilt, werden eind 1800 aangekocht voor de Nationale Konst-Gallery. Verkoper was Frans Munnikhuizen (1742-1820), oud-Luthers predikant in Rotterdam. Hij wilde aanvankelijk 6000 gulden voor de vijf schilderijen hebben, maar Roos wist af te dingen naar 4000 en kreeg een zesde schilderij toe. Dit zesde werk, een voorstelling van het kielhalen door Lieve Verschuier, is vermoedelijk niet afkomstig van de familie Van Nes. Uit reconstructies blijkt dat Munnikhuizen de portretten zal hebben gekocht van de Rotterdamse wijnkoper Jan van der Hey (1698-1778), zoon van Dirk van der Hey en Elisabeth van Nes en een kleinzoon van Jan Jansse van Nes.
De in 1798 opgerichte Nationale Konst-Gallery in het Huis ten Bosch, werd onder koning Lodewijk Napoleon omgedoopt tot Koninklijk Museum en ondergebracht in het Paleis op de Dam. Na een verhuizing rond 1815 naar het Trippenhuis kreeg het museum de naam Rijks Museum. In 1885 verhuisden de collecties van diverse Rijksverzamelingen naar het nieuwe Rijksmuseumgebouw aan de Stadhouderskade. 